# Hans Petermeijer
Hans Petermeijer (Tilburg, 10 september 1954) is een Nederlands kinderboekenschrijver.

## Biografie

### Jeugd en opleiding
Petermeijer werd geboren in Tilburg en groeide op in een katholiek gezin. Als kind las hij al graag verhaaltjes als onder andere "Pinokkio". Ook las hij veel verhalen uit de boekenserie "Puk en Muk" die hij leende in de bibliotheek in het parochiehuis. Na zijn lagere school ging hij naar de pabo waar hij studeerde op het gebied van geschiedenis en maatschappijleer.

### Loopbaan
Petermeijer was na zijn studie een lange tijd werkzaam als leerkracht op een Tilburgse basisschool. In 1993 begon hij zijn schrijfcarrière. In datzelfde jaar debuteerde hij zijn boek De vlucht van de valk. Ook schrijft hij verhaaltje voor het tijdschrift Taptoe. Ook maakt hij vele bewerkingen op de oude verhalen van Koning Arthur en zijn Ridders van de Ronde Tafel, Duizend-en-één-nacht en Tijl Uilenspiegel. Naast zijn werk als schrijver is hij ook leraar geschiedenis en maatschappijleer aan het Koning Willem II College in Tilburg.